# テケリクの戦い
テケリクの戦い（テケリクのたたかい、英語: Battle of Tekelik）は、1301年にアルタイ山を越えてモンゴル高原に攻め入ったカイドゥ・ウルス軍をカイシャン率いる大元ウルス軍が撃退した戦い。カイドゥ・ウルスと大元ウルスとの間で行われた戦いの中では最大規模の会戦であり、カイドゥ・ウルス軍を指揮するカイドゥ・ドゥア両大将自らが深手を負うほどの激戦となった。戦闘は終始カイドゥ側が優勢ではあったが、結局カイドゥ軍は大元ウルス軍を突き崩せず、カイドゥの負傷・発病を切っ掛けとして撤退を余儀なくされた。
国を挙げての大侵攻に失敗し、この戦の負傷によってカイドゥという優秀な指導者を失ったカイドゥ・ウルスはこの後数年で解体し、逆に大元ウルスは最大の脅威を打倒して自らの政権基盤を確かなものとした。 そのため、この大会戦は両国の命運を決定づけた戦いであると評される。
戦場名は『元史』などの漢文史料では迭怯里古(diéqièlǐgǔ)・帖堅古(tièjiāngǔ)・鉄堅古(tiějiāngǔ)山、『集史』などのペルシア語史料ではتکلکو(tekelikū)と記される。正確には一連の戦闘はテケリクのみならずモンゴル高原西部一帯の各地で繰り広げられたが、本稿では一括して扱う。

## 背景

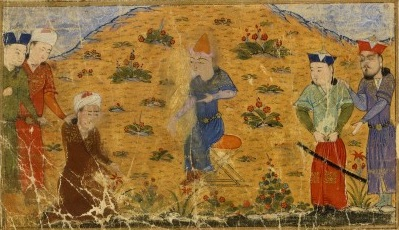
カイドゥ・ウルスから投降したドゥルダカ

テケリクの戦いは、1260年代に始まるクビライ家とカイドゥ家の抗争の総決算ともいえる戦いであった。1260年、第4代皇帝モンケが急死するとクビライが帝位継承戦争を制して第5代皇帝となったが、正当な統一クリルタイを経ないクビライの即位を認めない者は多数おり、その代表的人物がカイドゥであった。カイドゥはクビライに逆らって中央アジアで自己の勢力を拡大し、内紛状態にあったチャガタイ・ウルス、「シリギの乱」に失敗して亡命してきたアリクブケ・ウルスを取り込み、「カイドゥの国」と称される強大な王権を築き上げた。一方、大元ウルスの側ではカイドゥに対する強固な防衛網を構築したこともあり、クビライの存命中は両国の大規模な軍事衝突はあまり見られなかった。
情勢が大きく変動したのはクビライが死去してからで、1296年（元貞2年）にはヨブクル、ウルス・ブカ、ドゥルダカら三王侯がカイドゥ・ウルスから大元ウルスに投降するという大事件が起こった。これを受けて大元ウルスは「大徳」と改元して祝し、政治的効果を狙って大々的に宣伝した。三王侯が投降した理由として、ドゥルダカは「［私は］クビライ・カアンを恐れて逃げたのです。……テムルがカアンとなったので、この時を好機とし、これらの諸王たちと相談して来たのです」と語っており、「反クビライ」という名分の下結束してきたカイドゥ・ウルス派の諸王侯が、ほかならぬクビライの死によって当初の結束を失いつつあったため起こったものと考えられている。更に、カイドゥ・ウルスは東方の大元ウルスのみならず北方のオルダ・ウルスとも対立を抱えていた。
このようにカイドゥ・ウルスが当初の結束を失いつつあること、またクビライの後を継いだテムルが病弱で自ら出陣することがなかったことから、カイドゥはクビライ存命時から一転して大元ウルス側に大攻勢に出た。特に1300年（大徳2年）の戦いではチャガタイ家の王族ドゥア率いる軍団が油断していたココチュ率いる大元ウルスの軍勢を急襲し、大元ウルス軍は潰走して将軍の一人の高唐王コルギスが捕虜となる大敗北を被った。事態を重く見た大元ウルス政府はココチュを更迭し、代わって皇族のカイシャンを前線司令官として派遣した。このカイシャン率いる新編成の大元ウルスと、カイドゥ自ら率いる親征軍との間で繰り広げられたのがテケリクの戦いであった。

## 参戦兵力
テケリクの戦いに参加した指揮官について、カイドゥ・ウルス側はカイドゥとドゥアの名前しか分かっていないが、大元ウルス側では比較的詳細な記録が残されている。

### アルタイ方面駐屯軍
大元ウルスでは、クビライの治世の後半からカイドゥ・ウルスへの備えとして両国の国境線に当たるアルタイ山脈沿いに精鋭軍団を駐屯させていた。このアルタイ方面駐屯軍の陣容について、『集史』「クビライ・カアン紀」は以下のように記している。
ここで記される指揮官の内、コルギスは先述したように1300年の敗戦でカイドゥ側の捕虜となり、アルタイ方面軍を統轄する立場にあったココチュは敗戦の責任を問われて更迭された。ココチュの後任として派遣されてきたカイシャン、敗戦後も引き続きアルタイ方面に駐屯していたナンギャダイとチョンウル、そして新たに援軍として派遣されたフーシン部のオチチェル、この4名がカイドゥ軍との決戦に前線指揮官として臨むことになった。
アルタイ方面駐屯軍が布陣していた場所は近年の発掘調査等によって明らかにされており、最も北方のコルギスは現ホブド県ムンフハイルハン郡のウラーン・トルゴイ、その南のチョンウルは「アライ峠（現在のウラーン・ダヴァー）」、その南のナンギャダイは現ゴビ・アルタイ県トンヒル郡一帯、そしてこれらの指揮官を統轄するカイシャンは現ゴビ・アルタイ県シャルガ郡に位置する「チンカイ・バルガスン」にそれぞれ駐屯していたと考えられる。
アルタイ方面駐屯軍の主力はチョンウル率いるキプチャク軍団やアスト軍団・カンクリ軍団といった、所謂「色目人」から成る侍衛親軍に属する軍団であった。これらキプチャク人、アスト人、カンクリ人といった西方出身の遊牧民はモンゴル帝国内では新参者であるが、それ故に帝国内の内戦でためらいなく戦えるという強みを有しており、同じモンゴル人王侯の叛乱に悩まされたクビライによって精鋭軍団として増強が進められていた。実際に、チョンウルの父のトトガクは「シリギの乱」、「ナヤン・カダアンの乱」といったモンゴル人同士の内戦で抜群の武功を残しており、大元ウルス側における最強の精鋭と目されていた。テケリクの戦いで最も活躍したのはキプチャク軍団長であるチョンウルだが、アスト軍団を率いるユワス、カンクリ軍団を率いるトクトらもカイシャンの指揮下にあってテケリクの戦いに参加していたことが記録されている。
また、カイシャンが駐屯するチンカイ・バルガスンには「六衛軍」と称される華北の漢人・契丹人・女真人を選抜した軍団も存在していた。チンカイ・バルガスンには「チンカイ屯田」が併設されており、「六衛軍」はチンカイ屯田において耕作・軍備の補充を行い、物資に乏しいモンゴル高原において軍備を供給する役目を担っていたと考えられる。

### 諸王・駙馬軍
また、この頃のモンゴル高原には直接カイドゥとの戦いに参戦したかは不明であるが、モンゴル人王侯が率いる軍団も多数駐屯していた。1296年（元貞2年）にはカサル家のバブシャ・カチウン家のエジル・駙馬のイェルゲン・オンギラタイらが晋王カマラの駐屯するケルレンの大オルドの下に派遣されている。カサル家のバブシャ、カチウン家のエジル、そして後に合流したオッチギン家のトクトアはかつて「ナヤン・カダアンの乱」を起こした東道諸王の後継者であり、叛乱を起こした先代の王たちが失脚した後、クビライによって新たに各ウルスの当主につけられた者達であった。彼等は大元ウルスに改めて忠勤を示すため、カイドゥとの戦いに臨んでいた。
テケリクの戦い、ひいてはカイドゥ・ウルスとの戦争に大元ウルスがどれだけの兵力を展開したかは全く記録が残っておらず、不明である。ただし、テケリクの戦いの後、カイドゥ・ウルスを乗っ取る形で成立したチャガタイ・ウルス（ドゥア・ウルス）と大元ウルスの間で戦端が開かれた時、『オルジェイトゥ史』によるとチャガタイ・ウルスに攻め込んだ大元ウルスの兵数は計17万であったという。少なくとも、この時と同じかそれ以上の大軍がカイドゥとの戦いには投入されていたのではないかと見られる。

## 戦闘

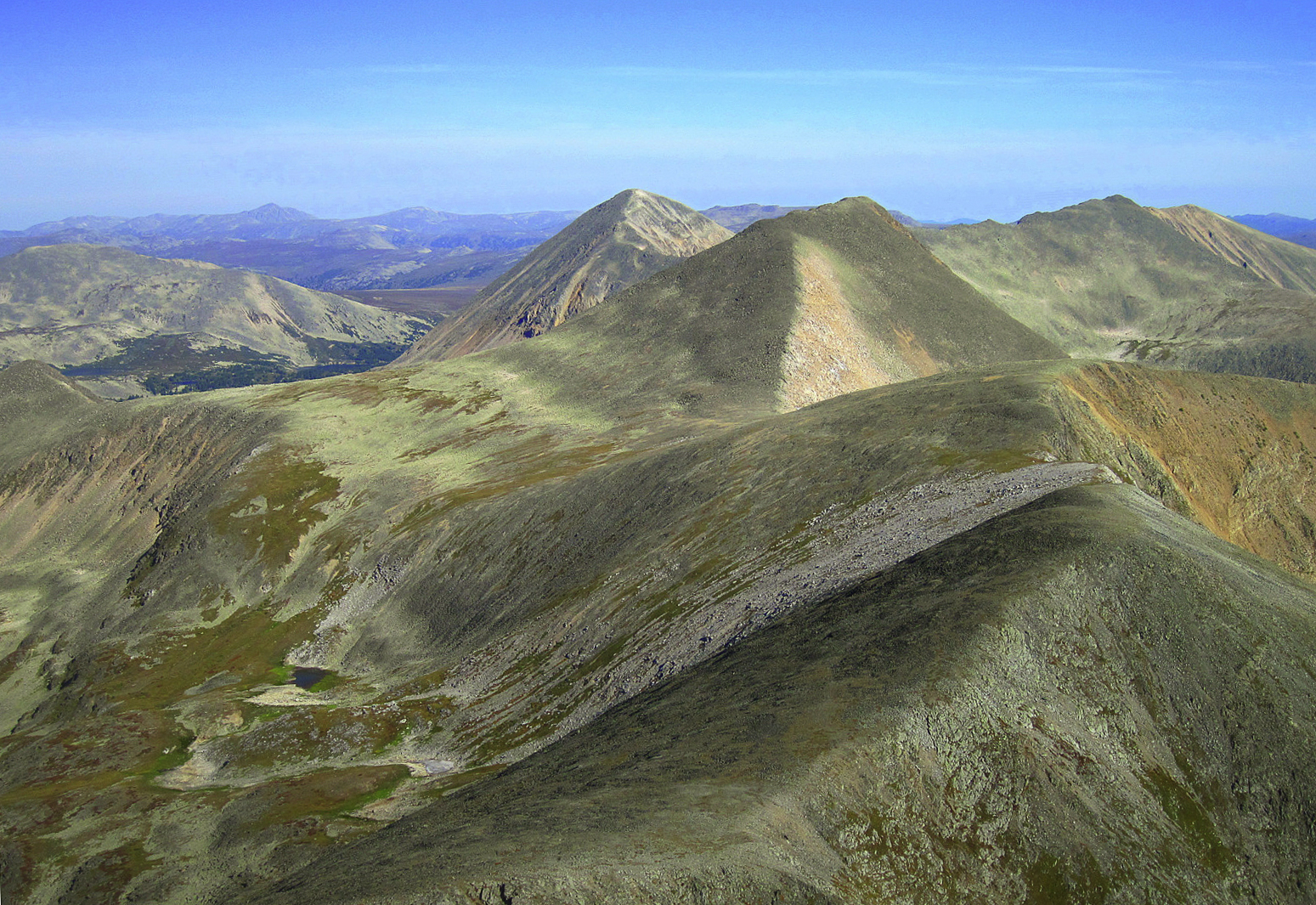
カイドゥ・ウルスと大元ウルス間の戦争の主戦場となったアルタイ山脈

1299年（大徳3年）、モンゴル高原に到着したカイシャンは現地の諸軍を掌握し、カイドゥ軍の侵攻に備えた。カイシャン率いる新編成の大元ウルス軍が初めてカイドゥ軍と衝突したのは翌年8月の事で、コベレ（Köbele/闊別列）の戦いでカイドゥ軍を破ったカイシャンは西進し、同年12月にアルタイ山脈の東麓まで進出してナイマンタイの部落を投降させた。これに対してカイドゥ側も乾坤一擲の勝負を仕掛けるため、大軍を招集してカイドゥ・ドゥアという2大巨頭自らが指揮を執った。両軍は年が明けた1301年（大徳5年）夏にアルタイ山脈を越えてモンゴル高原に進出し、大元ウルス軍と大会戦を繰り広げた。この時の戦役は両軍の先鋒隊が激突したテケリクの戦い、両軍ともに全軍が揃ってから繰り広げられたカラ・カダの戦いの二つに大きく分けられる。

### 緒戦（テケリクの戦い）
カイドゥ側では全軍を大きく2つに分け、片方をカイドゥが、もう片方をドゥアが率いていた。先行してアルタイ山脈を越えたカイドゥ軍は「テケリク山」という高地に陣を構え、ドゥア軍の到着を待った。カイドゥ軍の到着にいち早く気づいたのがチョンウル率いるキプチャク軍団で、自らの軍団のみでカイドゥを急襲したチョンウルはカイドゥ軍を退却させることに成功した（テケリクの戦い）。なお、この一戦について『集史』「オゴデイ・カアン紀」は「カイドゥはカマラと、丘陵で、ザブハン河がその近くにあるテケリクという所で戦争した」とあり、戦場は現在のモンゴル国ザブハン県のザブハン川流域にあったのではないかと見られる。しかし、この戦いではカイドゥ軍に決定的な打撃を与えたわけではなく、またこの間にドゥア軍が到着したため、カイドゥ‐ドゥア連合軍はすぐに大元ウルス軍への逆襲を始めた。

### 会戦（カラカダの戦い）
テケリクの戦いから2日後、カイドゥはドゥア軍と合流して全軍を糾合し、遂にカラ・カダの地にてカイシャン率いる大元ウルス軍と激突した。大元ウルス側は全軍を5つに分け、それぞれをオチチェルやナンギャダイが率いていたが、カイドゥ軍の猛攻によってそれぞれ劣勢に陥った。山上でカイドゥ軍に包囲されたナンギャダイは力戦して包囲を破り、辛うじて他の軍団と合流することができた。また、オチチェル軍団もカイドゥ軍の猛攻によって劣勢に陥り、大将のオチチェル自らが鎧と矛を身につけて敵陣を陥落させるほどの激戦が繰り広げられた。全体的に劣勢にあった大元ウルス軍であったが、最期にはカイシャン自ら陣頭で指揮を執ることで辛うじてカイドゥ軍を退却させることに成功し、夜を迎えた。
1夜過ぎた翌日、戦端が再開されると再び大元ウルス軍は劣勢となり、遂に退却を余儀なくされた。これを受けてカイドゥ軍は退却路を塞ぎ包囲せんと軍を進めたが、ナンギャダイが精鋭千人の兵を率いて殿としてこれを撃退し、またカイシャン自ら指揮を執って敵陣を破ったため、カイシャン軍は退却に成功し、更に晋王カマラ軍と合流して態勢を立て直すことができた。一方、チョンウル率いる軍団はガザンチとともに兀児禿の地においてドゥア軍と激突し、精鋭軍とともにその陣営に突撃し大勝利を収めていた。物量に勝るカイシャン軍を仕留めきれなかったこと、ドゥア軍が大敗してしまったこと、そしてなにより戦場で負傷したカイドゥが病を発したことにより、遂にカイドゥとドゥア連合軍は退却を始めた。
一連の戦闘について、『集史』「オゴデイ・カアン紀」は「最初彼等はカラバ・タグの地で戦闘しており、カラルトの地で戦闘することを約束した。オチチェルは、秋の中の月である3カ月目にそこに至った。そしてカアンの軍隊は2カ月目にカイドゥに対して到達していたのである。ドゥアはまだ後方にいた。彼等はカイドゥと戦闘し、彼を撃ち破ったのである。2日目、彼に合流して、カラルトの境域において戦闘した。突然にカイドゥは病を発し、軍隊とともに引き返した」と要約している。ここで言う、「ドゥア未到着の内にカイドゥを破った戦い」が『元史』武宗本紀で言うところの「迭怯里古の戦い」で、「その2日後に全軍が合流して行われた戦い」が「合剌合塔の戦い」に相当すると見られる。

## 影響

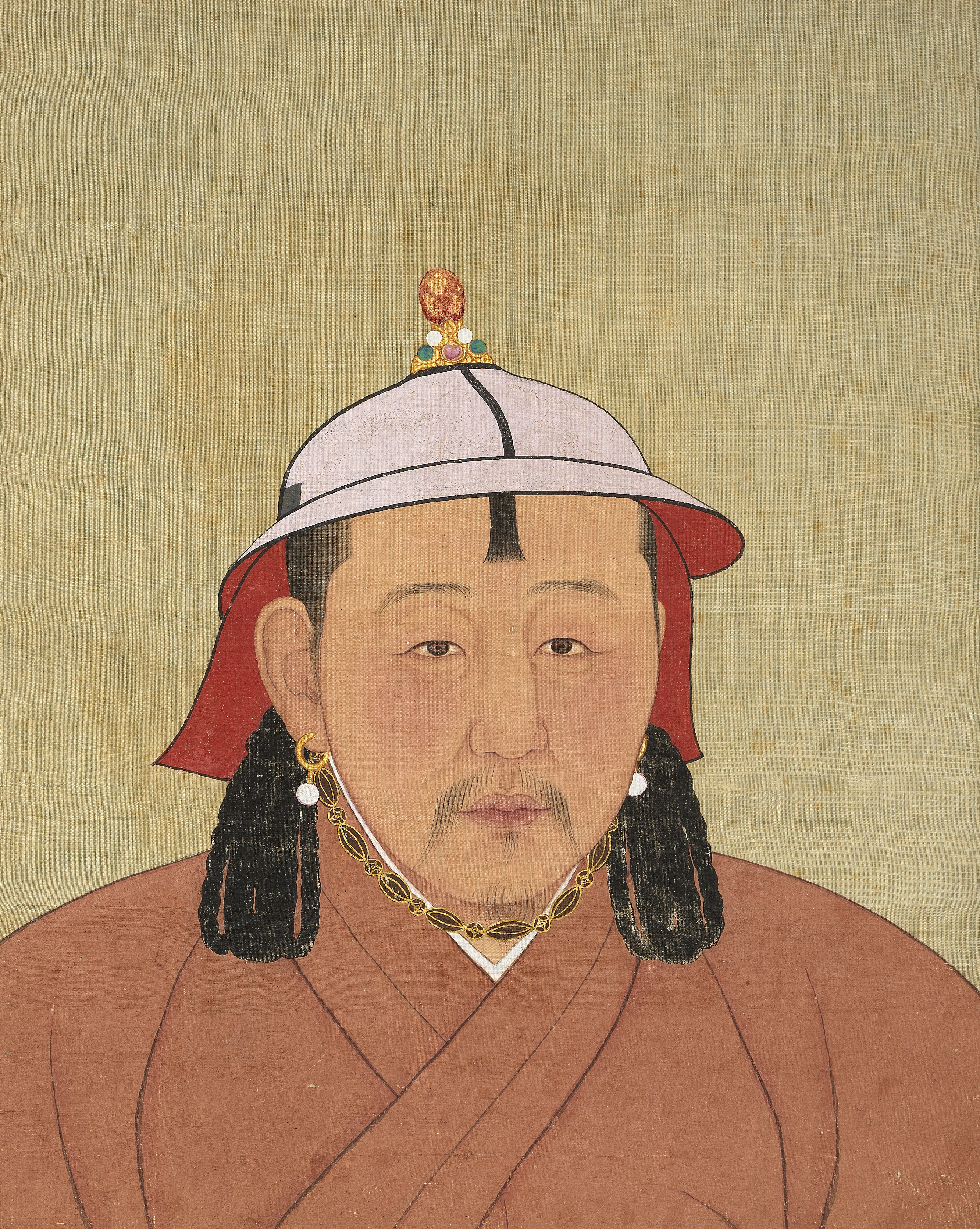
即位後のカイシャン

### カイドゥの死とカイドゥ・ウルスの解体
諸史料は一致してテケリクの戦いの後、本拠地に帰る途上でカイドゥが亡くなったことを伝えており、特に『集史』「テムル・カアン紀」にはカイドゥはこの戦いで負った負傷が原因で亡くなったとも記されている。一方、『ワッサーフ史』は「カイドゥとドゥアは両国の国境上に位置するカヤリクより数日程の地で帝国（大元ウルス）軍と遭遇した。……カイドゥはいつものように勝利を博した。彼は皇帝の軍隊からおびただしい戦利品を獲得詩、遠征の結果に満足して、帰国の途についていた時に、たまたま病気にかかり、沙漠の中で死んだ」と記し、負傷が原因で撤退したとする『集史』と異なる記述をしている。『集史』によると、カイドゥはイリ川とチュイ川の間の高山に葬られ、その娘で戦士としても名高いクトルンがその地を守護したという。
この戦いではカイドゥに並ぶもう一人の大将ドゥアも重傷を負っており、『集史』によると「［ヒジュラ暦］701年（1301年-1302年）にカイドゥはバラクの息子のドゥアと一緒に、テムル・カアンの軍隊と戦って、撃ち破られた。その戦いで2人とも傷つき、カイドゥはその傷で死んだ。ドゥアはなおその傷で苦しみ、その治療ができないでいる」という。ドゥアを傷つけたのは、東方の漢文史料によるとイキレス部のアシク率いる軍であり、 ドゥアはアシク軍によって膝を射抜かれていた。
戦後、ドゥアは敢えてチャパルとオロスによるカイドゥの後継者争いを煽ってこれに介入し、更に彼らを見限って一足先に大元ウルスと講和し協力体制を築いた。ドゥア率いるチャガタイ家軍団は西から、カイシャン率いる大元ウルス軍は河のオゴデイ家本領に攻め込み、1306年から1307年にかけてこれを完全に制圧した（イルティシュ河の戦い）。カイドゥの死からわずか5年後のことであり、テケリクの敗戦とカイドゥの死がカイドゥ・ウルスの運命を決定づけてしまった戦いであるといえる。

### カイシャンの声望の高まり
本来モンゴル高原の諸軍を統括すべきカマラを差し置き、カイドゥ軍の撃退に奮戦したカイシャンの声望は一連の戦役を通じて大いに高まった。そもそも、当時弱冠20歳のカイシャンは軍事的才幹を見込まれて抜擢されたわけではなく、オルジェイトゥ・カアンに代わって国政を取り仕切っていたブルガン皇后が個人的にカイシャンとその母のダギを嫌っていたため、厄介払いもかねてモンゴル高原に派遣されていたのであった。しかし、戦地において優れた軍事的才能を発揮したカイシャンはモンゴル高原の王僕の支持を得て、ついにカイドゥ・ウルス解体の立役者となった。 とりわけモンゴル帝国内では「新参」ながらカイドゥとの戦いで主力として活躍したキプチャク・アスト・カンクリの諸軍は自らを信任し、勝利に導いたカイシャンに絶大な忠誠を捧げた。この後、カイシャンがモンゴル高原の王侯の支持を得て即位したこと、キブチャクの諸軍がカイシャンの遺児を推戴して決起したこと（天暦の内乱）は、このときカイシャンが抜群の武功を挙げたことに由来するといえる。